# Santa Margarida de Sagàs
Santa Margarida de Sagàs és una capella del municipi de Sagàs (Berguedà) inclosa en l'Inventari del Patrimoni Arquitectònic de Catalunya.

## Descripció
La petita capella preromànica de Santa Margarida, documentada des del 988, està situada dalt d'un tossal, enmig del bosc, a un quilòmetre vers el nord del poble de Sagàs. És un edifici de nau única, de planta rectangular, més aviat trapezial, sense absis, bastida amb carreus tallats toscament i disposats irregularment. Les cantonades apareixen reforçades amb blocs de més grans dimensions.
Les parets de l'església són primes i això fa pensar que devien suportar una coberta de fusta, que posteriorment fou substituïda per una volta de canó apuntada, raó per la qual s'engruixiren els murs, excepte el de ponent. En aquest mur s'obre precisament el portal d'accés, d'època posterior a la construcció de l'església, i que és format per grans dovelles. L'interior és il·luminat per una finestra espitllera, oberta al mur de llevant, i conserva un altar molt primitiu. L'edifici ben conservat, ha sofert petites modificacions visibles en el parament de la nau.